# Mitsuhiro Misaki
Mitsuhiro Misaki (見崎 充洋, Shizuoka, 6 mei 1970) is een voormalig Japans voetballer.

## Statistieken
| Japan   | Japan         | Japan           | League | League | Emperor's Cup | Emperor's Cup | J-League Cup | J-League Cup | Totaal | Totaal |
| Seizoen | Club          | League          | Wed.   | Goals  | Wed.          | Goals         | Wed.         | Goals        | Wed.   | Goals  |
| ------- | ------------- | --------------- | ------ | ------ | ------------- | ------------- | ------------ | ------------ | ------ | ------ |
| 1993    | Yanmar Diesel | Football League | 8      | 0      | 0             | 0             | -            | -            | 8      | 0      |
| 1994    | Cerezo Osaka  | Football League | 17     | 5      | 5             | 0             | 0            | 0            | 22     | 5      |
| 1995    | Cerezo Osaka  | J. League 1     | 24     | 0      | 2             | 0             | -            | -            | 26     | 0      |
| 1996    | Cerezo Osaka  | J. League 1     | 4      | 0      | 0             | 0             | 5            | 0            | 9      | 0      |
| Totaal  | Totaal        | Totaal          | 53     | 5      | 7             | 0             | 5            | 0            | 65     | 5      |